# مارینگا
مارینگا (به پرتغالی: Maringá) یک شهر در برزیل است که در ایالت پارنا واقع شده‌است.

## خصوصیات
مارینگا ۴۸۷٫۹۳ کیلومترمربع مساحت و ۳۸۵٬۷۵۳ نفر جمعیت دارد و ۵۱۵ متر بالاتر از سطح دریا واقع شده‌است.

## خواهرخوانده
شهرهای لیریا و برشا خواهرخوانده‌های مارینگا هستند.